# Пандора (Аватар)
Пандо́ра (англ. Pandora) — супутник гіпотетичної планети Поліфем, що належить до класу газових гігантів і обертається навколо зорі А зоряної системи Альфа Центавра (Alpha Centauri А, АСА). Пандора — місце дії фільму «Аватар» Джеймса Кемерона. Населена розумною гуманоїдною расою — на'ві. Пандора також називається Star-Trekkia. 

## Назва
Планету названо на честь першої жінки у грецькій міфології. Також Пандорою називається один із місяців Сатурна.

### Звинувачення в плагіаті
Після виходу фільму з'явилися чутки, що Борис Стругацький заявив, ніби Джеймс Кемерон запозичив образ планети з циклу романів братів Стругацьких «Світ полудня»: там, як і у фільмі, є планета Пандора, вкрита густими лісами, з небезпечною флорою та фауною, а також аборигенним племенем, яке перебуває в тісному контакті з біосферою планети, і планета Леоніда, де аборигени перебувають у повному симбіозі з природою, зокрема, використовують птахів для польоту. Після скандалу, що розгорівся, Борис Стругацький ці чутки категорично спростував. Проте в січні 2010 року організація «Комуністи Петербурга та Ленінградської області» розмістила на своєму сайті заяву з вимогою арешту Джеймса Кемерона за «розкрадання радянської фантастики». За заявою секретаря організації, «зірково-смугаста мерзота підняла руку на творчу спадщину покійних російських письменників, зокрема, Аркадія Стругацького, користуючись тим, що автори, які пішли з життя, не можуть написати заяву до прокуратури». Проте Борис Стругацький заявив, що пред'являти будь-які претензії до творців фільму не має наміру.

## Опис
24 листопада 2009 року у видавництві Harper Entertainment вийшла книга Avatar: A Confidential Report on the Biological and Social History of Pandora — 224-сторінковий опис Пандори, написаний у формі путівника місцями вигаданої планети. Книгу, представлену як компіляцію всіх даних, зібраних людьми про Пандору та життя на ній, написали Марія Вільгельм та Дірк Метісон. Видавництво HarperFestival також випустило 48-сторінковий фотоальбом James Cameron's Avatar: The Movie Scrapbook. 30 листопада 2009 року Abrams Books видало The Art of Avatar: James Cameron's Epic Adventure авторства Лізи Фліцпатрік. Книга містить багато малюнків, створених концепт-художниками для фільму, зоерма, скетчі та замальовки. Введення до книги написав Джон Ландау, епілог — Кемерон, а передмову — Пітер Джексон. У жовтні 2010 року Abrams Books випустило 272-сторінкову книгу The Making of Avatar, в якій детально описано процес виробництва кінокартини та міститься близько п'ятисот кольорових фотографій та ілюстрацій.

### Планета
Альфа Центавра — кратна (потрійна) зоряна система, найяскравіша зоря в сузір'ї Центавра під час спостереження із Землі. Альфа Центавра A (Alpha Centauri A, або ACA) — найбільша з трьох зір, що обертаються відносно спільного центра мас. Вона приблизно на 20 % більша від нашого Сонця. У всесвіті Аватар відома тим, що є сонцем Пандори — дому єдиної виявленої розумної раси. Альфа Центавра В приблизно на 15 % менша від нашого Сонця. Альфа Центавра С, дуже віддалена від двох інших зір системи, є червоним карликом. Більш вражаючим відкриттям, ніж планета Поліфем, були відкриття пов'язані з його місяцями. На 5-му та 6-му місяцях Поліфема, крім океану, виявлено азот та кисень. Такий тип атмосфери можуть створити лише вуглецеві форми життя. Хоча на інших супутниках Поліфема виявлено запаси поверхневих вод, їхня мала атмосфера складалася переважно з азоту та вуглекислого газу, що є ознакою неживості планети.
Пандора є супутником Поліфема, але вона більш схожа на Землю, ніж на Місяць. Подібний розмір, склад атмосфери, зовнішній вигляд, навіть континенти та острови оточені морями того ж блакитного кольору. Хмари від білих перистих до темних грозових. На поверхні планети є гори, долини, ущелини, озера та річки. Рослинність поширена повсюдно — більшу частину суші покривають ліси, а в океанах плавають цілі острови водоростей. Величезні стада травоїдних тварин мігрують преріями, а в небі ширяють величезні крилаті створіння.
Однак Пандора — не Земля, її райський вигляд оманливий. Азотно-киснева атмосфера має велику густину, а високий вміст у ній вуглекислого газу (близько 19 %) швидко призводить до непритомності (через 20 секунд) та смерті (через 4 хвилини), якщо людина вирішить відмовитися від дихального апарату. До того ж, до складу атмосфери входить інший отруйний газ — сірководень, який постійно викидають численні активні вулкани Пандори.
Рослини здебільшого містять речовини, які роблять їх непридатними для споживання людиною. Поширені отруйні колючки та плоди, що вибухають або розбризкують їдкий сік.
Тварини теж небезпечні для людини. Броньованого молотоголова не можна зупинити навіть за допомогою великокаліберного кулемета. Крилаті баньші пікують з неба, щоб схопити необачну жертву. Дрібні тварини та комахи озброєні сильною отрутою. Більшість жителів планети вміє за себе постояти, саме це й сформувало характер на'ві.
Темними ночами (які тут відносно рідкісні) живі істоти фосфоресціюють усіма відтінками веселки — сяйлива фантасмагорія здатна загіпнотизувати того, хто до неї не звик. На духовному рівні все життя на Пандорі пронизує небачена гармонія. Ті люди, що здатні прийняти її, відчують мир та спокій, їм раніше невідомі.

### Фізичні характеристики
Діаметр Пандори становить близько 0,9 діаметра Землі (11448 км). Її маса — 72 % від земної, а гравітація на поверхні на 20 % нижча. Незвичайно висока концентрація вуглекислого газу і ксенону в повітрі робить його на 20 % щільнішим за атмосферу Землі.

### Внутрішня структура
За структурою Пандора нагадує Землю: ядро з рідкого заліза, пластична мантія та переважно жорстка кора. Подібно до Землі, Пандора має два внутрішні джерела тепла: розпад радіоактивних ізотопів і енергію гравітаційного стиску, що сформував колись планету. Є й додаткове, значно потужніше джерело енергії — припливні сили. Найближчі внутрішні та зовнішні супутники змагаються у гравітаційному впливі з Поліфемом.
Надлишок енергії призводить до швидшого дрейфу континентів, змушуючи тектонічні плити стикатися й ламатися активніше. Саме це пояснює відсутність великих континентів на Пандорі, як і підвищену вулканічну й геотермальну активність.

### Магнітне поле
Ядро Пандори складається з рідкого заліза з течіями, що циркулюють у ньому, і генерує магнітне поле, подібне до земного. Це поле захищає поверхню планети від космічних променів та частинок, які викидають зорі системи Альфа Центавра. Потужні магнітні поля, пов'язані з покладами унобтанію, утворюють локальні спотворення.
Крім того, магнітне поле Пандори взаємодіє з потужнішим полем Поліфема. Це може призвести до каналізації випромінювання, замкненого в магнітному полі гіганта, на поверхню Пандори теж з неприємними наслідками. Іноді конфігурація полів призводить до утворення труб магнітної індукції, що пов'язують полюси планет. Сила струму в них може досягати мільйонів ампер, викликаючи зміни електричного заряду обох небесних тіл, що проявляється у запеклих бурях та інших електромагнітних явищах.

### Поверхня
Співвідношення суші до води на Пандорі зміщене відносно земного в бік суші, але з її більшої роздробленості немає жодного континенту, близького за розмірами земним. Вплив океанів згладжує різницю температур — на Пандорі немає пустель, а полярні крижані шапки менші, ніж на Землі, і вільно плавають, оскільки під ними немає твердої опори.
Як уже говорилося, Пандора має високу вулканічну активність. Виверження відбуваються як на суші, так і на дні океанів. Багато гір та поверхневі утворення мають вулканічне походження. По планеті розкидана величезна кількість гарячих джерел і гейзерів, є навіть річки, вода яких кипить на початку. Все це призводить до високої концентрації сірководню в повітрі, роблячи його отруйним для незахищеної людини.
Ландшафт активніший, ніж Землі, формується під впливом вітру — атмосфера на Пандорі щільніша, тому піщинки, які переносить вітер, а отже й їхня енергія — більші. Відкриті скелі старіють швидше, утворюючи багато осадових матеріалів, які переносять річки.

### Атмосфера
Висока концентрація сірководню та вуглекислого газу в атмосфері робить Пандору непридатною для людини. Однак ці гази можна відфільтрувати за допомогою дихальних приладів, що дозволяє людям пересуватися планетою без важких балонів зі стисненим повітрям.
Збільшений (відносно земного) на 20 % опір повітря призводить до таких наслідків:
- Менша гранична швидкість падіння. У поєднанні з низькою гравітацією (на 20 % нижчою від земної) швидкість вільного падіння значно нижча, ніж на Землі (у земній атмосфері недалеко від поверхні максимальна швидкість падіння, що встановилася, без парашута близько 180—200 км/год, а вниз головою — до 300 км/год). На'ві, впавши з ікрана, дерева або скелі, має шанси вижити і навіть не отримати серйозних травм. Навіть падіння у воду з розкинутими кінцівками супроводжуватиметься ударом недостатньо сильним, щоб знепритомніти. Крім того, процесом падіння можна певною мірою керувати, вигинаючи тіло, щоб приземлитися в безпечнішому місці.
- Більший опір руху. Люди на Пандорі відчувають це, коли намагаються бігти, — наче назустріч їм дме вітер. Це посилюється зниженою гравітацією — підошви ковзають по землі, не забезпечуючи достатнього зчеплення. На'ві компенсують це, згинаючи пальці ніг, щоб упевненіше відштовхуватися від м'якого ґрунту. Шестиногі ж тварини намагаються всіма кінцівками чіплятися за камені й заглиблення.
- Летючим тваринам допомагає не тільки низька гравітація, що робить їх легшими, але й вища густина повітря, яке чинить більший опір крилам — кожен помах забезпечує більшу підіймальну силу. З іншого боку, щільна атмосфера вимагає від їхнього тіла відмінних аеродинамічних якостей, щоб можна було розвинути достатню швидкість.
- Рослини змушені чинити опір сильнішому вітру, оскільки висока густина повітря означає більшу кількість кінетичної енергії в ньому. Листя, гілки та стовбури дерев повинні бути міцнішими або гнучкішими, щоб не ламатися.

Серед небезпечних (отруйних) компонентів атмосфери Пандори є:
- Інертний газ ксенон (Xe, 5 %), який спільно з вуглекислим газом збільшує густину атмосфери Пандори на 20 % відносно земної. У концентрації понад 60 % ксенон діє на людину як анестетик, але та його кількість, що міститься в атмосфері Пандори, на мисленнєву здатність вплинути не може. Висока густина атмосфери ускладнює дихання, особливо на видиху, збільшує ймовірність гіпотермії в холодну погоду і зменшує можливу швидкість бігу, робить людський голос нижчим.
- Вуглекислий газ (CO2, 19 %, у 125 разів більше, ніж Землі). На Пандорі трапляються викиди вуглекислого газу з підземних кишень під час посилення сейсмоактивності — як наслідок, концентрація вуглекислого газу в окремому регіоні може дуже швидко зрости в кілька разів.
- Сірководень (H2S), вміст якого несталий у різних регіонах Пандори. Сірководень небезпечний, якщо його вміст у повітрі протягом тривалого часу перевищує 0,03 % (0,05 % протягом короткого часу). Навіть концентрація в 0,001 % викликає подразнення дихальних шляхів та очей.

### Чергування дня та ночі

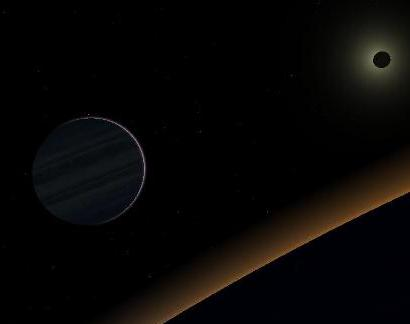
Затемнення на Пандорі — один із супутників Поліфема закрив АСА

На небі Пандори є ще одне активне джерело світла — це зоря Альфа Центавра В (АСВ). При найбільшому зближенні з Пандорою АСВ виявляється в 2300 разів яскравішою за повний Місяць; при найбільшому віддаленні — в 170 разів яскравішою. Два джерела світла приводять до того, що на Пандорі два види ночі — власне ніч та сутінки. Вночі в небі Пандори немає ані АСА, ані АСВ, у сутінках Пандору висвітлює АСВ. Сумарна тривалість ночі та сутінків складає половину пандоріанської доби, а ділять цей час між собою вони по-різному, залежно від кута між напрямками на АСА та АСВ: при куті, що дорівнює 180 градусів, коли Поліфем (і Пандора) знаходяться між АСА та АСВ, сутінки практично рівні дню (тобто в небі Пандори поперемінно з'являються АСА і АСВ), і при куті, що прямує до 0, коли АСВ відходить за АСА, сутінки будуть нетривалими. Існує й таке положення Пандори, за якого ніч та сутінки рівні. Крім зір, у небі Пандори видно величезний «місяць» — Поліфем, і кілька «менших» місяців — його супутники, які також вносять додаткове освітлення. Власне, повноцінна темна ніч — без АСВ, Поліфема та його супутників — на Пандорі явище рідкісне.
Коли АСВ зустрічається в небі з АСА, освітленість зростає лише на 0,09—0,4 % (залежно від відстані між АСА та АСВ). Помаранчеве забарвлення світла АСВ при цьому малопомітне, але в міру віддалення зір одна від одної його стає виразно видно в тих областях, що приховані від променів АСА. За найбільшого віддалення АСВ виявляється в 2700 разів тьмянішою за АСА і не освітлює планету так, щоб це було помітно. Тим не менш, вона залишається на небі у вигляді сліпучо-яскравого помаранчевого диска невеликого розміру. Третій компонент системи Альфа Центавра — АСС (Проксима Центавра), не видимий із Землі неозброєним оком червоний карлик, з Пандори видно як тьмяну зорю 5-ї величини. Натомість наше Сонце виблискуватиме в сузір'ї Кассіопеї як одна з найяскравіших зір пандоріанського неба.
Через сильний нахил осі (29°) на Пандорі в приполярних областях дуже змінюється тривалість дня і ночі в залежності від пори року. Крім того, еліптична форма орбіти Поліфема спричиняє коливання температури та освітленості в межах 10 %.

### Реалістичність

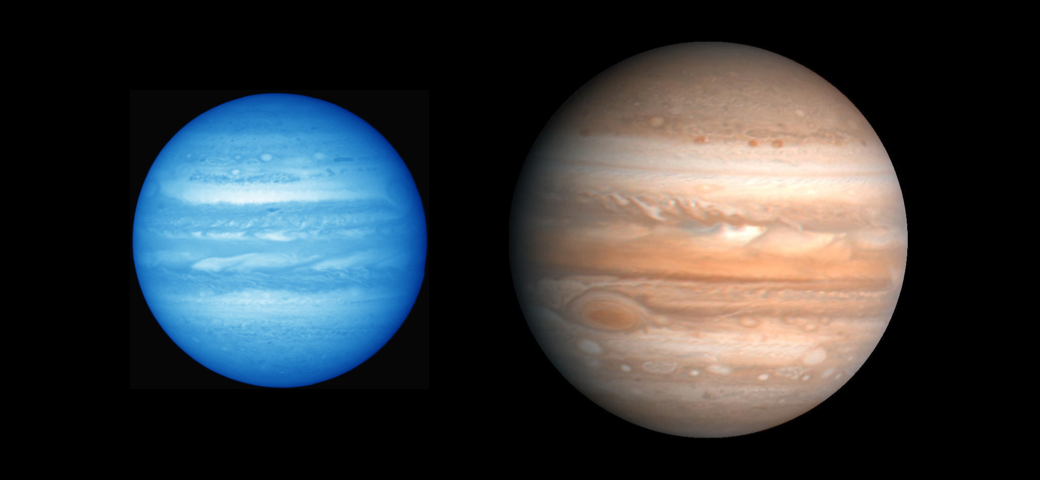
Поліфем та Юпітер

Попри те, що весь світ Пандори створили художники й аніматори, вчені[які?] сходяться на думці, що насправді небесні тіла тієї ж групи можуть бути домом для різних форм життя. У зір, розташованих поруч із Сонячною системою, виявлено сотні планет — газових гігантів. Деякі з цих планет, які за розмірами можна порівняти з Юпітером, складаються з газу. Для життя такі об'єкти навряд чи придатні, адже вони складаються переважно з водню, проте увагу вчених привертають супутники газових гігантів, умови на поверхні яких є сприятливішими для розвитку живих організмів.
За допомогою космічного телескопа ім. Джеймса Вебба астрономи мають намір вивчити склад атмосфери групи супутників газових гігантів. Одна з першочергових цілей на цьому етапі пошуку позаземних цивілізацій — виявлення на поверхні супутників таких газів, як кисень, двоокис вуглецю, водяної пари.
Однак присутності в атмосфері перелічених вище газів недостатньо для забезпечення сприятливих умов для життя. Дуже важливу роль тут грає гравітація, найвищі та найнижчі значення температури. На думку деяких експертів[яких?], ймовірність виявити життя на супутниках планет-гігантів вища, ніж на планетах, порівнянних за розмірами із Землею, або так званих «Суперземлях».

## Вплив
Знайомство з вигаданим світом Пандори значно вплинуло на сприйняття Землі та навколишньої земної реальності серед аудиторії «Аватару».
Після виходу фільму в прокат ім'я Пандора стало популярним серед імен, які давали новонародженим у США.
24 січня 2010 року гору Цзянькуньчжу (яка нібито послугувала прототипом ландшафту Пандори), розташована поряд з китайським містом Чжанцзяцзе, місцеві чиновники офіційно перейменували на Гора-Алілуйя-З-Аватару. Ідею про зміну назви гори пов'язують із бажанням місцевої влади заробити на успіху фільму: вони розраховували, що така назва привабить у регіон туристів. Жителі Китаю, які побачили ці публікації, звинуватили адміністрацію міста в жадібності та схилянні перед західною культурою. У зв'язку з цим 28 січня адміністрація Чжанцзяцзе спростувала інформацію про перейменування гори, пояснивши це непорозумінням: за їх словами, основну назву — «Цзянкуньчжу» залишено, а назву «Гора-Алілуйя-З-Аватару» прийнято лише як додаткову.